# Liste von Leuchttürmen in Albanien
Die Liste von Leuchttürmen in Albanien zeigt sämtliche nennenswerte registrierten und historischen Navigationsbauwerke entlang der 362 Kilometer langen Küste an der Adria und des Ionischen Meeres. Von Norden an der Grenze zu Montenegro bis nach Süden zur Grenze von Griechenland. Albaniens wichtigste Seehäfen sind der Hafen von Durrës und der von Vlora am Mittelmeer, zudem Shëngjin ganz im Norden und Saranda ganz im Süden. Leuchtturm heißt auf Albanisch far/i (Mehrzahl: fare), Leuchtfeuer heißt fener/i und Bucht gjir/i.
Albaniens aktive Leuchttürme werden von der hydrografischen Abteilung der Albanischen Marine (Forcat Detare) unterhalten.
Bei den Stationen, die durch einen Neubau ersetzt wurden, ist in unterstehender Liste ein zweites Baujahr angegeben.

## Albaniens Leuchttürme
| Leuchtturm (albanisch feneri) | Leuchtturm (albanisch feneri) | Leuchtturm (albanisch feneri)                   | Ort, Region                                       | Koordinaten                      | Baujahr/e                    | Höhe             | Höhe           | Kennung∡°             | Reichweite      | UKHO # NGA # ARLHS            |          |
| Leuchtturm (albanisch feneri) | Leuchtturm (albanisch feneri) | Leuchtturm (albanisch feneri)                   | Ort, Region                                       | Koordinaten                      | Baujahr/e                    | Feuer            | Bau            | Kennung∡°             | Reichweite      | UKHO # NGA # ARLHS            |          |
| ----------------------------- | ----------------------------- | ----------------------------------------------- | ------------------------------------------------- | -------------------------------- | ---------------------------- | ---------------- | -------------- | --------------------- | --------------- | ----------------------------- | -------- |
| Feneri i Shëngjinit           | Feneri i Shëngjinit           |                                                 | Shëngjin Qark Lezha                               | 41° 48′ 38″ N, 19° 34′ 59,3″ O   |                              | 24 m (78,7 ft)   | 8 m (26,2 ft)  | Fl.R.5s               | 10 sm (18,5 km) | E 3702 14280 ALB-017          | [ A 1 ]  |
| Mali Renzit                   | Mali Renzit                   |                                                 | Shëngjin Qark Lezha                               | 41° 48′ 55″ N, 19° 34′ 12,5″ O   | * nach 2007 (siehe Anmerk.)  | 46 m (150,9 ft)  | 16 m (52,5 ft) | Fl.W.5s               | 12 sm (22,2 km) | E 3702.5 14282 ALB-012        | [ A 2 ]  |
| Port i Shëngjinit             | Port i Shëngjinit             | Leuchtfeuer auf der Westmole Shëngjin           | Shëngjin Qark Lezha                               | 41° 48′ 26″ N, 19° 35′ 13″ O     |                              | 12 m (39,4 ft)   | 3 m (9,8 ft)   | Fl.R.6s               | 5 sm (9,3 km)   | E 3703 14284                  | [ A 3 ]  |
| Port i Shëngjinit             | Port i Shëngjinit             | Leuchtfeuer auf der Ostmole Shëngjin            | Shëngjin Qark Lezha                               | 41° 48′ 32,3″ N, 19° 35′ 18,6″ O |                              | 15 m (49,2 ft)   | 11 m (36,1 ft) | Fl.R.5s               | 5 sm (9,3 km)   | E 3703.1 14288                | [ A 4 ]  |
| Feneri i Talës                | Feneri i Talës                | Leuchtfeuer Pumpstation Tale                    | Tale Qark Lezha                                   | 41° 42′ 36,8″ N, 19° 35′ 11,2″ O |                              | 15 m (49,2 ft)   | 10 m (32,8 ft) | Fl.W.6s               | 7 sm (13 km)    | E 3704 14292                  | [ A 5 ]  |
| Feneri i Rodonit              | Feneri i Rodonit              |                                                 | Halbinsel Rodon Qark Durrës                       | 41° 35′ 13,5″ N, 19° 26′ 42,3″ O | 1884 2007                    | 40 m (131,2 ft)  | 3 m (9,8 ft)   | Fl.(2)W.10s           | 8 sm (14,8 km)  | E 3705 14296 ALB-016          | [ A 6 ]  |
| Feneri i Pallës               | Feneri i Pallës               | Leuchtturm Kep i Palit                          | Halbinsel Palla Qark Durrës                       | 41° 24′ 47,6″ N, 19° 23′ 30,2″ O | 2007                         | 32 m (105 ft)    | 14 m (45,9 ft) | Fl.W.R.10s            | 10 sm (18,5 km) | E 3708 14300 ALB-005          | [ A 7 ]  |
| Feneri i Durrësit             | Feneri i Durrësit             | Leuchtturm von Durrës                           | Durrës Qark Durrës                                | 41° 18′ 56,5″ N, 19° 26′ 6,7″ O  | 1878                         | 126 m (413,4 ft) | 14 m (45,9 ft) | Fl.(2)W.10s           | 11 sm (20,4 km) | E 3711 14304 ALB-002          | [ A 8 ]  |
| Porti i Durrësit              | Porti i Durrësit              |                                                 | Durres Qark Durrës                                | 41° 18′ 8,9″ N, 19° 27′ 19,7″ O  | um 1990                      | 8 m (26,2 ft)    | 5 m (16,4 ft)  | Fl.R.4s               | 6 sm (11,1 km)  | E 3712 14312                  | [ A 9 ]  |
| Port i Durrësit               | Port i Durrësit               |                                                 | Hafen Durrës Qark Durrës                          | 41° 18′ 15,4″ N, 19° 27′ 23,2″ O | um 1990                      | 8 m (26,2 ft)    | 5 m (16,4 ft)  | Fl.G.6s               | 6 sm (11,1 km)  | E 3714 14316                  | [ A 10 ] |
| Kepi i Lagjit                 | Kepi i Lagjit                 | Kepi i Lagjit                                   | Kavaja Qark Tirana                                | 41° 8′ 46,6″ N, 19° 26′ 19,6″ O  | um 1990, hist. Feneri Kavajë | 20 m (65,6 ft)   | 3 m (9,8 ft)   | L.Fl.W.6s             | 11 sm (20,4 km) | E 3719 14320 ALB-014(hist.)   | [ A 11 ] |
| Feneri i Karavastasë          | Feneri i Karavastasë          | Pumpstation Karavasta                           | Nationalpark Divjaka-Karavasta Qark Fier          | 40° 52′ 54″ N, 19° 25′ 30″ O     | um 1990                      | 19 m (62,3 ft)   | 3 m (9,8 ft)   | Fl.W.8s               | 10 sm (18,5 km) | E 3720 14322 ALB-006          | [ A 12 ] |
| Ishulli i Sazanit             | Ishulli i Sazanit             |                                                 | Insel Sazan Qark Vlora                            | 40° 30′ 14,7″ N, 19° 16′ 0,4″ O  | seit 1871                    | 157 m (515,1 ft) | 12 m (39,4 ft) | Fl(4) W. 15s065°-318° | 14 sm (25,9 km) | E 3723 14328 ALB-004          | [ A 13 ] |
| Kepi Jugor                    | Kepi Jugor                    |                                                 | Insel Sazan Qark Vlora                            | 40° 28′ 26,6″ N, 19° 17′ 9,4″ O  | 1960er                       | 18 m (59,1 ft)   | 8 m (26,2 ft)  | Fl.R.3s               | 3 sm (5,6 km)   | E 3726.5 14337 ALB-009        | [ A 14 ] |
| Kepi i Gjuhëzës               | Kepi i Gjuhëzës               |                                                 | Halbinsel Karaburun Qark Vlora Straße von Otranto | 40° 25′ 19″ N, 19° 17′ 29,4″ O   | unbekannt                    | 58 m (190,3 ft)  | 8 m (26,2 ft)  | Fl.W.6s               | 11 sm (20,4 km) | E 3732.5 14338 ALB-008        | [ A 15 ] |
| Kep i Gallovecit              | Kep i Gallovecit              |                                                 | Halbinsel Karaburun Qark Vlora                    | 40° 26′ 18,6″ N, 19° 19′ 15,6″ O | um 1960                      | 18 m (59,1 ft)   | 6 m (19,7 ft)  | Fl.G.3s095°-290°      | 11 sm (20,4 km) | E 3728 14340 ALB-007          | [ A 16 ] |
| Feneri i Triporteve           | Feneri i Triporteve           | Feneri i Triporteve                             | Zvërnec Qark Vlora                                | 40° 30′ 42″ N, 19° 23′ 48″ O     | um 1960                      | 70 m (229,7 ft)  | 10 m (32,8 ft) | Fl.(2)W.8s            | 9 sm (16,7 km)  | E 3727 14344 ALB-003          | [ A 17 ] |
| Feneri Porti i Vlorës         | Feneri Porti i Vlorës         | Molenfeuer West                                 | Fischerhafen Vlora Qark Vlora                     | 40° 29′ 0,8″ N, 19° 26′ 0,2″ O   | unbekannt                    | 8 m (26,2 ft)    | 6 m (19,7 ft)  | Fl.(2)R.6s            | 7 sm (13 km)    | E 3727.6 14346                | [ A 18 ] |
| Feneri Porti i Vlorës         | Feneri Porti i Vlorës         | Molenfeuer Ost                                  | Fischerhafen Vlora Qark Vlora                     | 40° 28′ 56,1″ N, 19° 26′ 0,6″ O  | unbekannt                    | 8 m (26,2 ft)    | 6 m (19,7 ft)  | Fl.(2)G.6s            | 7 sm (13 km)    | E 3727.7 14347                | [ A 19 ] |
| Porti i Vlorës (Ostmole)      | Porti i Vlorës (Ostmole)      | Hafen Vlora                                     | Hafen Vlora Qark Vlora                            | 40° 26′ 54,6″ N, 19° 29′ 3,4″ O  | unbekannt                    | 8 m (26,2 ft)    | 6 m (19,7 ft)  | Fl.G.3s               | 5 sm (9,3 km)   | E 3729 14348                  | [ A 20 ] |
| Porti i Vlorës (Westmole)     | Porti i Vlorës (Westmole)     |                                                 | Hafen Vlora Qark Vlora                            | 40° 26′ 56,6″ N, 19° 28′ 50,2″ O | unbekannt                    | 10 m (32,8 ft)   | 6 m (19,7 ft)  | Fl.R.3s               | 5 sm (9,3 km)   | E 3729.1 14350                | [ A 21 ] |
| Feneri i Kalasës              | Feneri i Kalasës              | Leuchtturm Kepi i Kalase                        | Bucht von Vlora Qark Vlora                        | 40° 24′ 52,6″ N, 19° 28′ 53,5″ O | Station 1864                 | 44 m (144,4 ft)  | 7 m (23 ft)    | Fl.W.10s              | 11 sm (20,4 km) | E 3729.5 14351 ALB-010(hist.) | [ A 22 ] |
| Feneri Shën Vasil             | Feneri Shën Vasil             | Leuchtturm Shen Vasilit                         | Bucht von Vlora Qark Vlora                        | 40° 22′ 33,7″ N, 19° 24′ 16,3″ O | unbekannt                    | 75 m (246,1 ft)  | 6 m (19,7 ft)  | Fl.(3)W.8s            | 8 sm (14,8 km)  | E 3732 14352 ALB-015          | [ A 23 ] |
| Feneri i Pashalimanit         | Feneri i Pashalimanit         | Feneri i Pashalimanit / Leuchtfeuer Gji Dukatit | Bucht von Vlora Qark Vlora                        | 40° 19′ 40,3″ N, 19° 25′ 10,6″ O | unbekannt                    | 21 m (68,9 ft)   | 8 m (26,2 ft)  | Fl.(2)W.5s            | 8 sm (14,8 km)  | E 3731 14360 ALB-013          | [ A 24 ] |
| Feneri i Gramës               | Feneri i Gramës               |                                                 | Grama-Bucht Qark Vlora                            | 40° 12′ 55,2″ N, 19° 28′ 31,2″ O | 2000                         | 52 m (170,6 ft)  | 10 m (32,8 ft) | Fl.W.6s               | 8 sm (14,8 km)  | E 3733 14364                  | [ A 25 ] |
| Feneri i Palermos             | Feneri i Palermos             | Palermo--Leuchtturm                             | Porto Palermo, Himara Qark Vlora                  | 40° 2′ 58,6″ N, 19° 47′ 40″ O    | unbekannt                    | 113 m (370,7 ft) | 10 m (32,8 ft) | Fl.W.8s               | 8 sm (14,8 km)  | E 3734 14368 ALB-001(hist.)   | [ A 26 ] |
| Feneri i Himarës              | Feneri i Himarës              | Hafen Himara                                    | Himara Qark Vlora                                 | 40° 5′ 59,5″ N, 19° 44′ 29,6″ O  | 2008                         | 8 m (26,2 ft)    | 6 m (19,7 ft)  | Fl.(3)W.8s            | 6 sm (11,1 km)  | E 3733.5 14368                | [ A 27 ] |
| Feneri i Qefalit              | Feneri i Qefalit              | Kepi i Qefalit                                  | Saranda Qark Vlora                                | 39° 54′ 27,5″ N, 19° 54′ 47,4″ O | 2020                         | 147 m (482,3 ft) | 8 m (26,2 ft)  | Fl.(2)W.15s           | 12 sm (22,2 km) | E 3741 14372                  | [ A 28 ] |
| Feneri i Ferucit              | Feneri i Ferucit              | Hafen Saranda                                   | Saranda Qark Vlora                                | 39° 52′ 9″ N, 20° 0′ 10,8″ O     | 2019                         | 17 m (55,8 ft)   | 6 m (19,7 ft)  | Fl.(4)W.12s           | 9 sm (16,7 km)  | E 3741.5 14372                | [ A 29 ] |
| Feneri i Lëkurësit            | Feneri i Lëkurësit            | Lëkurës                                         | Saranda Qark Vlora                                | 39° 51′ 50,6″ N, 20° 1′ 35,6″ O  | 2010                         | 209 m (685,7 ft) | 5 m (16,4 ft)  | Fl.(3)W.30s           | 24 sm (44,4 km) | E 3742.3 14374                | [ A 30 ] |
| Feneri i Bredeneshit          | Feneri i Bredeneshit          | Bredenesh                                       | Saranda Qark Vlora                                | 39° 50′ 42″ N, 20° 1′ 23,4″ O    |                              | 17 m (55,8 ft)   | 6 m (19,7 ft)  | Fl.(4)W.12s           | 9 sm (16,7 km)  | E 3742.5 14374                | [ A 31 ] |

Anmerkungen
1. ↑  Der Leuchtturm von Shengjin befindet sich
auf der Terrasse eines gelben Militärgebäudes in der Nähe von Kap Shengjin.
Quadratisches Gebäude mit Laternenmast, 2 m Edelstahlrohr, mit einer Gesamthöhe von 10 m.
2. ↑  Das Leuchtfeuer Mali Renzit befindet sich auf der Terrasse eines 4-stöckigen quadratischen Gebäudes mit Laternenmast, mit einer Gesamthöhe von 16 m, Höhe über dem Meeresspiegel 46 m
3. ↑  Roter runder Betonturm mit Laternendeck auf der Mole.
4. ↑  Weißer Gerüstturm mit Laterne am Molenfuß. Ersetzt zwischenzeitlich abgerissenen Turm auf dem Hafengelände.
5. ↑  Kurzer Mast auf Pumpstations-Gebäude.
6. ↑  Kurzer weißer Metallturm mit Leuchte und Solar-Panel.
7. ↑  Der Leuchtturm am Kap Palit befindet sich auf einem weißen viereckigen Betonturm, kurzes Metallrohr mit Leuchte und Solar-Panel und liegt in einer Mil. Base.
8. ↑  Der Leuchtturm von Durrës (Leuchtturm von Vila) befindet sich NO-lich von Kap Durrës, etwa 200 m westlich des Palastes (Villa). Der Leuchtturm hat die Form eines achteckigen Steinturms, der mit weißen Steinen dekorativ bedeckt ist und ist 14 m hoch.
9. ↑  Süd-Mole mit rotem Beton-Turm.
10. ↑  Ost-Mole mit grünem Beton-Turm.
11. ↑  Der Leuchtturm von Kap Legit befindet sich auf einem weißen Plastikturm mit einer Höhe von 4 m mit Solar-Panel.
12. ↑  Der Leuchtturm von Karavasta befindet sich auf einem Gittermast auf einem zweistöckigen Gebäude einer Pumpstation.
Gesamthöhe 12 m, mit einer Lichthöhe von 15,8 m. Das Hydrovor-Gebäude selbst dient als Wahrzeichen, da es in einer Entfernung von 5 bis 7 Meilen vom Meer deutlich sichtbar ist.
13. ↑  Gebäude Metallmast.
14. ↑  Weißer Betonturm mit Laterne.
15. ↑  Metallmast auf einer Betonplatte, neben Bunker.
16. ↑  Grüner Metallmast auf einer Betonplatte.
17. ↑  Leuchtturm von Triport (Zvrnec) liegt im Nordwesten von Kap Triporte. Es handelt sich um einen quadratisch/achteckigen Betonturm mit Galerie, grau, mit einer Höhe von 12 m. Die Lichthöhe über dem Meeresspiegel beträgt 70 m, die Sichtweite 9 Meilen.
18. ↑  Leuchtturm auf der Westpier ist ein 6 m runder Steinturm mit roter Galerie auf dem Molenkopf.
19. ↑  Leuchtturm auf der Ostpier ist ein 6 m runder Steinturm mit grüner Galerie auf dem Molenkopf.
20. ↑  Leuchtturm am Ostpier ist ein 6 m hoher grüner Kunststoffturm, auf einem 0,5 m hohen viereckigen Betonsockel aufgesetzt auf dem Molenkopf. Lichthöhe über dem Meeresspiegel 8 m uxnd nominale Sichtweite 5 Meilen.
21. ↑  Leuchtturm am Westpier ist ein 6 m hoher roter Kunststoffturm, auf einem 0,5 m hohen viereckigen Betonsockel aufgesetzt
Betonrandstein 1,5 m hoch auf dem Molenkopf. Lichthöhe über dem Meeresspiegel 10 m und nominale Sichtweite 5 Meilen.
22. ↑  Der Leuchtturm der Burg befindet sich auf einem 4-seitigen Betonturm. Er ist weiß, 8 m hoch und trägt Solarpanel und Leuchte.
23. ↑  Weißer quadratisch/achteckigerer Turm aus Stein mit Leuchte.
24. ↑  Der Leuchtturm Pashaliman erhebt sich auf dem Hügel von Kap Pashaliman, in Form eines vierseitigen Betonturms mit Galerie und Leuchte.
25. ↑  Der Leuchtturm von Grama befindet sich oberhalb der Bucht  und ist ein Gittermast aus Stahl mit runder Galerie und Leuchte.
26. ↑  Der Leuchtturm von Kap Palermos befindet sich ca. 15 km SE-lich von Himare. Es handelt sich um einen quadratisch/achteckigen Betonturm mit Galerie.
27. ↑  Der Leuchtturm von Himara befindet sich am Kopfende des Stegs
des Hafens. Weißer runder Kunststoffturm mit einer Höhe von 6 m. Die Höhe der Leuchte beträgt 8 m und die Tragweite beträgt 6 Seemeilen. Neubau.
28. ↑  Das Leuchtfeuer von Qefal befindet sich in der Nähe des bestehenden Gebäudes als 8 m langer Metallmast. Die Höhe des Feuers beträgt 147 m und die Sichtweite 19 Meilen.
29. ↑  Am SW-lichen Ende des Passagierkai. Metallturm mit quadratischem Sockel, rot-weiße Bänder.
30. ↑  Der Leuchtturm von Lëkurës befindet sich im Süden des Berges auf einer Höhe von 209 m. Ein Runder zylindrischer 5 m hoher Betonturm mit dekorativer Bruchsteinverkleidung über zwei Etagen. Im oberen Teil ist ein Balkon mit einer Aluminiumlaterne, Neubau.
31. ↑  Das Leuchtfeuer von Bredenesh NO-lich, unweit von Kap Denta. Auf einem 1,5 m hohen Betonsockel befindet sich ein
3 m hoher Metall-Gitterturm, in dem die Laterne montiert ist. Dieses Leuchtfeuer ist in einigen Sektoren nur eingeschränkt sichtbar.